# Ревіно (Волоколамський район)
Ревіно  (рос. Ревино) - присілок, підпорядкований місту Волоколамську Московської області Російської Федерації.
Муніципальне утворення — Волоколамський міський округ. У 2006-2019 роках органом місцевого самоврядування було сільське поселення Ярополецьке. Населення становить 14 осіб (2016).

## Історія
З 14 січня 1929 року входить до складу новоутвореної Московської області. Раніше належало до Волоколамського повіту Московської губернії. Належало до Волоколамського району до його ліквідації 9 червня 2019 року.
Сучасне адміністративне підпорядкування з 2019 року.

## Населення
| 1852 | 1859 | 1926 | 2002 | 2006 | 2010 | 2013 |
| ---- | ---- | ---- | ---- | ---- | ---- | ---- |
| 220  | ↗230 | ↘214 | ↘14  | ↗15  | ↘10  | ↗17  |
| 2014 | 2015 | 2016 |      |      |      |      |
| ↘16  | →16  | ↘14  |      |      |      |      |